# UAG–40
Az UAG–40, vagy ukrán kiejtés szerint UAH–40 (ukránul: УАГ–40, універсальний автоматичний гранатомет, magyar átírásban: unyiverszalnij avtomaticsnij hranatomet) ukrán automata gránátvető, amely a NATO-szabvány szerinti 40×53 mm-es gránátok tüzelésére alkalmas. A kijevi Finommechanikai Tervezőiroda (KB TM) fejlesztette ki és a Kuznya na Ribalszkomu hajógyár gyártja. Kategóriájában a legkönnyebb fegyver.

## Története
Fejlesztése a 2000-es évek elején kezdődött a kijevi KB TM tervezőirodánál. A kísérleti sorozatgyártása 2010-ben indult el. 2013-re 12 darabot készítettek a teszteléshez. A végleges változatát 2013 szeptemberében mutatták be a kijevi Fegyverzet és biztonság – 2013 (Zbroja ta bezpeka – 2013) kiállításon. 2013 októberében kezdték el az előszéria gyártását. 2014-ben optikai irányzékkal is ellátták.
Harcjárművekhez szánt fegyvermodulba épített változatát is kifejlesztették. 2013 végén a kijevi Techimpex cég mutatott be egy BRDM–2-höz fejlesztett modult, amelyben a 12,7 mm-es NSZV géppuska mellett egy UAG–40-es gránátvető is helyet kapott. A 2014-es Fegyverzet és biztonság kiállításon mutatták be a könnyű páncélozott járművekhez készített OBM Kiborg fegyvermodult, amelybe a 12,7 mm-es géppuska mellé ugyancsak egy UAG–40 gránátvetőt építettek be.
A fegyvert 2017-ben rendszeresítették az Ukrán Fegyveres Erőknél.
A Nigériai Fegyveres Erőknél is rendszeresítették a fegyvert, melyeket Ukrajna 2015 januárjában szállított Nigériának. 2016-os sajtóhírek szerint a nigériai kormányerőktől a Boko Haram terrorszervezethez is került ilyen zsákmányolt fegyvert.
A gránátvetőhöz használható gránátokat Ukrajnában a sosztkai Impulsz állami vállalat gyártja.